# Вілла Штірліц
Будинок-музей Юліана Семенова — історико-літературний музей, що розташований у селищі Олива (або Верхня Мухалатка, Ялтинська міськрада) в Криму. Інша відома назва будинку — «Вілла Штірліц», на честь найвідомішого персонажа автора.

## Історія

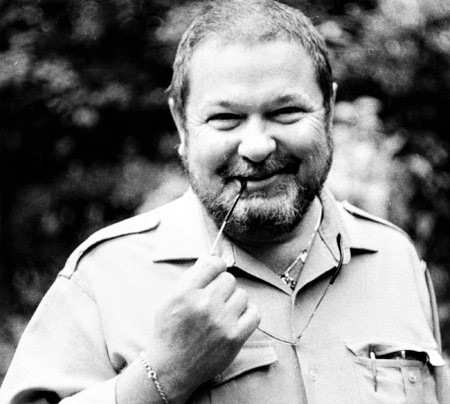
Юліан Семенов

Юліан Семенов (справжнє прізвище Ляндрес; 8 жовтня 1931, Москва, СРСР — 15 вересня 1993, Москва) — російський радянський письменник, сценарист, журналіст, поет. Засновник журналу «Детектив і політика» і газети «Совершенно секретно» (1989), для якої придумав назву. Один із піонерів жанру журналістські розслідування в радянській періодиці.
Юліан Семенов вперше побував у Криму в 1955 році і з цього часу часто працював у Ялті — в Будинку творчості Літфонду, готелі «Ялта», санаторії «Росія» і в будинку творчості письменників у Коктебелі. У 1960–1970 роках він проводив у Криму більше часу, ніж у Москві, і часто називав Крим своєю другою домівкою. У 1983 році він придбав у Верхній Мухалатці ділянку з залишками будиночка і незабаром збудував невеликий двоповерховий маєток. У ньому гостювало багато відомих особистостей — від Алли Пугачової і радянського прем'єра Андрія Громика до барона Едуарда Олександровича фон Фальц-Фейн.
У цьому будинку були написані романи «Наказано вижити», «ТАРС уповноважений заявити», «Аукціон», «Експансія», «Горіння», «Ненаписані романи», «Таємниця Кутузовського проспекту», «Версії», «Обличчям до обличчя».
Культурний Фонд Юліана Семенова був створений у 2006 році з ініціативи Ольги Юліанівни Семенової, дочки письменника, з метою збереження і поширення культурної спадщини письменника. Саме він опікується музеєм. 29 вересня 2012 був відкритий пам'ятник Семенову в Ялті — перед готелем «Ореанда». Автор пам'ятника — народний художник Росії Олександр Рукавишников.

## Музей

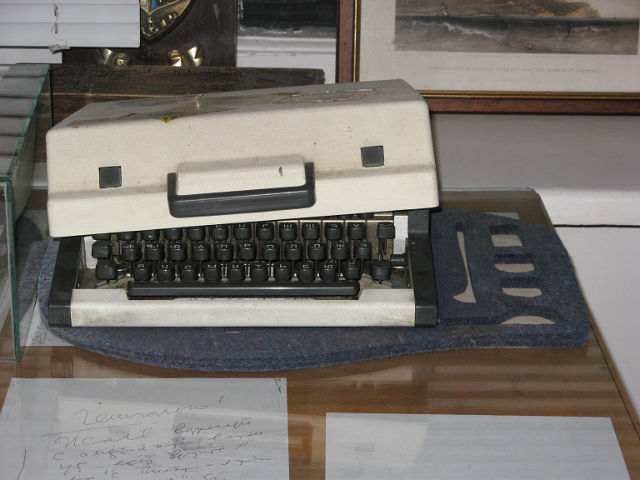
Друкарська машинка Юліана Семенова

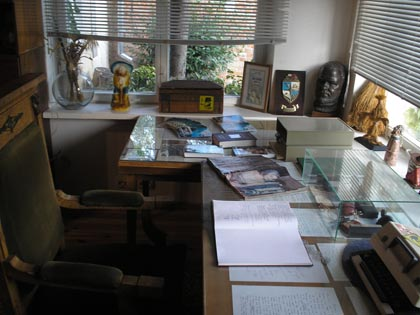
Кабінет письменника

Музейна експозиція розташована в декількох кімнатах першого поверху, де стараннями дочки письменника, Ольги Семенової, зберігається обстановка і дух цього будинку. Облаштовуючи будинок, Семенов хотів, аби предмети, що нагадують йому про рідних і близьких людей, пам'ятні епізоди, важливі періоди життя, були поруч. Майже всі стіни житлових кімнат будинку обвішані численними фотографіями, афішами, картинами і заставлені сувенірами, що нагадують письменнику про його мандри.
|  | У кабінеті на столі робочий безлад: план на день, листи з правкою, касетний диктофон, друкарська машинка, і записка від руки «Я скоро повернуся». На стінах картини старшої доньки Дарини, фотографії з автографами легендарних особистостей ХХ століття, з яким товаришував або був знайомий Юліан Семенович, у тому числі дарчий підпис на обкладинці книги самого Отто Скорцені — оберштурмбанфюрера СС, німецького диверсанта, який прославився в роки війни спецопераціями, в числі яких і звільнення з ув'язнення поваленого Беніто Муссоліні … На каміні сувеніри з відряджень: зрешечений кулями в'єтнамців шматок фюзеляжу американського літака, бумеранг і спис австралійських аборигенів, інкрустований ріг, дерев'яна фігурка ченця… На полицях меблевої стінки — годинник, чарки і келихи, книги в тому випадковому порядку, який залишив письменник. Оригінальний текст (рос.) В кабинете на столе рабочий беспорядок: план на день, листы с правкой, кассетный диктофон, печатная машинка, и записка от руки «Я скоро вернусь». На стенах картины старшей дочери Дарьи, фотографии с автографами легендарных личностей ХХ века с которым дружил или был знаком Юлиан Семенович, в том числе дарственная подпись на обложке книги самого Отто Скорцени — оберштурмбанфюрера СС, немецкого диверсанта, прославившегося в годы войны спецоперациями, в числе которых и освобождение из заключения свергнутого Бенито Муссолини… На камине сувениры из командировок: изрешеченный пулями вьетнамцев кусок фюзеляжа американского самолета, бумеранг и копье австралийских аборигенов, инкрустированный рог, деревянная фигурка монаха… На полках мебельной стенки — часы, рюмки и бокалы, книги в том случайном порядке, который оставил писатель. |